# Florian Schneider (Politiker, 1991)

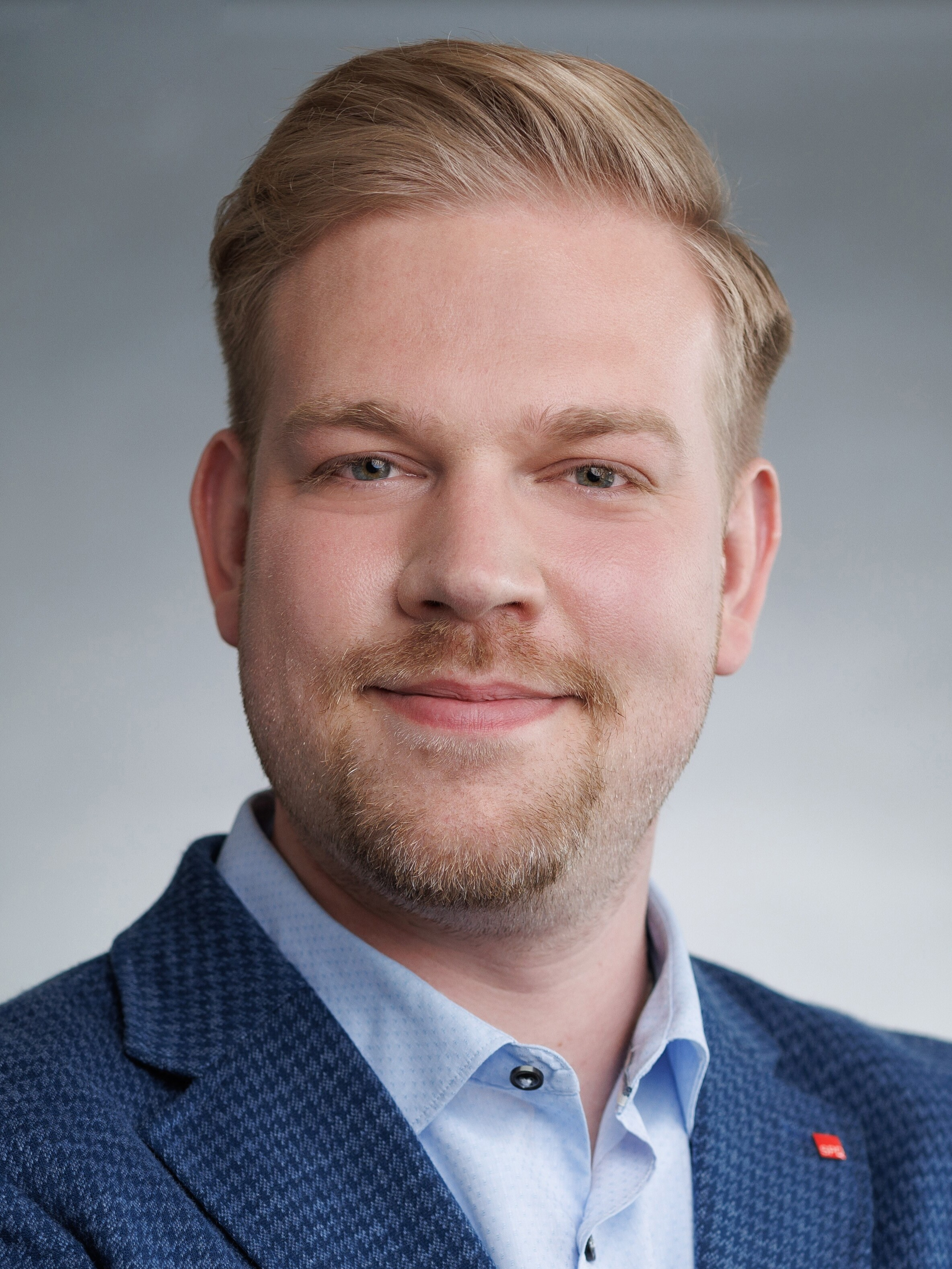
Florian Schneider, 2022

Florian Schneider (* 16. November 1991 in Kassel) ist ein deutscher Politiker der SPD und war in den Jahren 2022 bis 2024 Mitglied des Hessischen Landtages.

## Ausbildung
Florian Schneider wuchs im Landkreis Kassel auf, wo er auch heute noch lebt. Im Jahr 2008 erwarb Schneider den Realschulabschluss an der Erich Kästner Schule in Baunatal-Altenbauna und schloss den Schulbesuch 2011 mit der Allgemeinen Hochschulreife an der Max-Eyth-Schule in Kassel ab. Während seiner Ausbildung zum Informatikkaufmann engagierte er sich in der Schülervertretung der Martin-Luther-King-Schule in Kassel und im Stadtschülerrat der Stadt Kassel.
Nach dem Abschluss der Berufsausbildung und Weiterbildung zum Projektmanager (IHK) und Warehouse Manager (BVL) arbeitete er bis zum Einzug in den Hessischen Landtag bei der Deutschen Post DHL Group im IT-Projektmanagement der DHL Supply Chain.

## Politik
In die SPD trat Schneider im November 2015 ein. Er wurde im Jahr 2016 in den Ortsvereinsvorstand der SPD Schauenburg gewählt und im gleichen Jahr zum nordhessischen Bezirksvorsitzenden der Schwusos, heute SPDqueer. Er war in den Jahren 2017 bis 2018 Vorsitzender der  Jusos Kassel-Land und ist seit 2017 Vorstandsmitglied im SPD-Unterbezirk Kassel-Land, beratend im SPD-Bezirk Hessen-Nord sowie im Wechsel im SPD-Landesverband Hessen.
Seit der Kommunalwahl im März 2021 ist er Gemeindevertreter in Schauenburg, Vorsitzender des dortigen Haupt- und Finanzausschusses und Mitglied im Planungsbeirat.
Am 1. Januar 2022 rückte er für Manuela Strube in den Hessischen Landtag nach, nachdem diese im November 2021 die Bürgermeisterwahl in Baunatal gewonnen hatte. Er vertritt damit den Wahlkreis Kassel-Land II und ist zudem Mitglied im Ausschuss für Digitales und Datenschutz und Ausschuss für Umwelt, Klimaschutz, Landwirtschaft und Verbraucherschutz des Landtages. Am 22. März 2023 wurde Schneider in den Ältestenrat des Hessischen Landtages gewählt. Zur Landtagswahl in Hessen 2023 trat er als Direktkandidat im Wahlkreis Kassel-Land II an. Er verlor jedoch als erster SPD-Direktkandidat seit Bildung des Wahlkreises 1970 und schied somit aus dem Landtag aus.

## Mitgliedschaften
Schneider ist Mitglied der Arbeiterwohlfahrt (AWO), Greenpeace,  Reservistenverband der Bundeswehr und der Sozialdemokratischen Gemeinschaft für Kommunalpolitik in Hessen. Er ist zudem Mitglied der überparteilichen Europa-Union Deutschland, die sich für ein föderales Europa und den europäischen Einigungsprozess einsetzt. Schneider ist weiter stellvertretendes Mitglied der Prüfungsausschüsse Kaufmann für Digitalisierungsmanagement und Kaufleute für IT-System-Management der IHK Hannover.
Er ist seit dem Jahr 2018 Vorstandsmitglied der Leichenbrüderschaft Elgershausen, welche als älteste Sterbekasse in Deutschland eine Sterbegeldversicherung anbietet und gleichzeitig das über die Ortsgrenzen bekannte Schützen- & Heimatfest Elgershausen veranstaltet.